# Tugimaantee 23
De Tugimaantee 23 is een secundaire weg in Estland. De weg loopt van Rakvere naar Haljala en is 8,3 kilometer lang. 